# 圣埃斯特万德利特拉
圣埃斯特万德利特拉，是西班牙阿拉贡自治区韦斯卡省的一个市镇。总面积72平方公里，总人口600人（2001年），人口密度8人/平方公里。